# Urzeala tronurilor (sezonul 1)
Urzeala tronurilor este un serial de televiziune, fantezie medievală, cu Sean Bean produs de HBO pe baza scrierilor lui George R. R. Martin cu același nume. Premiera a avut loc pe 17 aprilie 2011 în Statele Unite și pe 18 aprilie în Marea Britanie și România. 
Primul sezon a avut premiera la HBO pe 17 aprilie 2011 și s-a terminat pe 19 iunie 2011, fiind difuzat duminica la 09:00 în Statele Unite ale Americii. Este format din 10 de episoade, fiecare având aproximativ 55 de minute. Este bazat pe romanul omonim al lui Martin, fiind primul roman al seriei Cântec de gheață și de foc. Povestea are loc într-o lume fictivă, în primul rând pe un continent numit Westeros (dar și pe un alt continent aflat la est, cunoscut sub numele de Essos). Nobil Casp Stark, condusă de Lordul Eddard „Ned” Stark (Sean Bean) este prinsă în urzelile împotriva regelui Robert Baratheon, după ce mâna dreaptă a regelui, Jon Arryn (consilier-șef al regelui Robert) moare misterios. 

## Distribuție

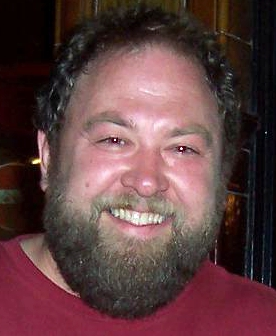
Mark Addy
(Robert Baratheon)

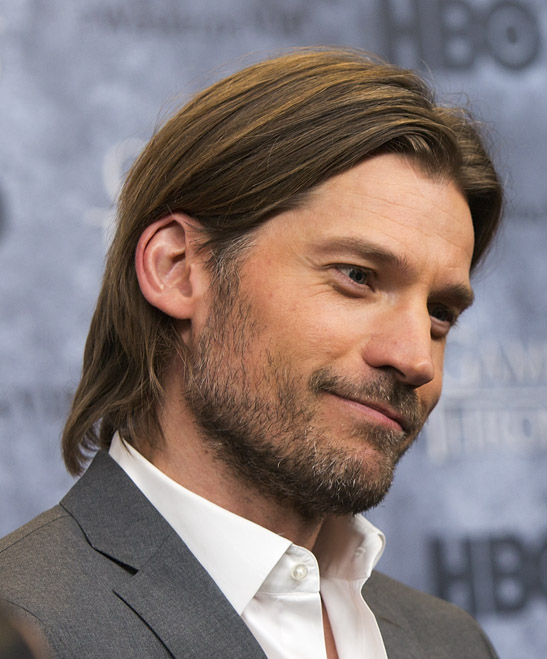
Nikolaj Coster-Waldau
(Jaime Lannister)

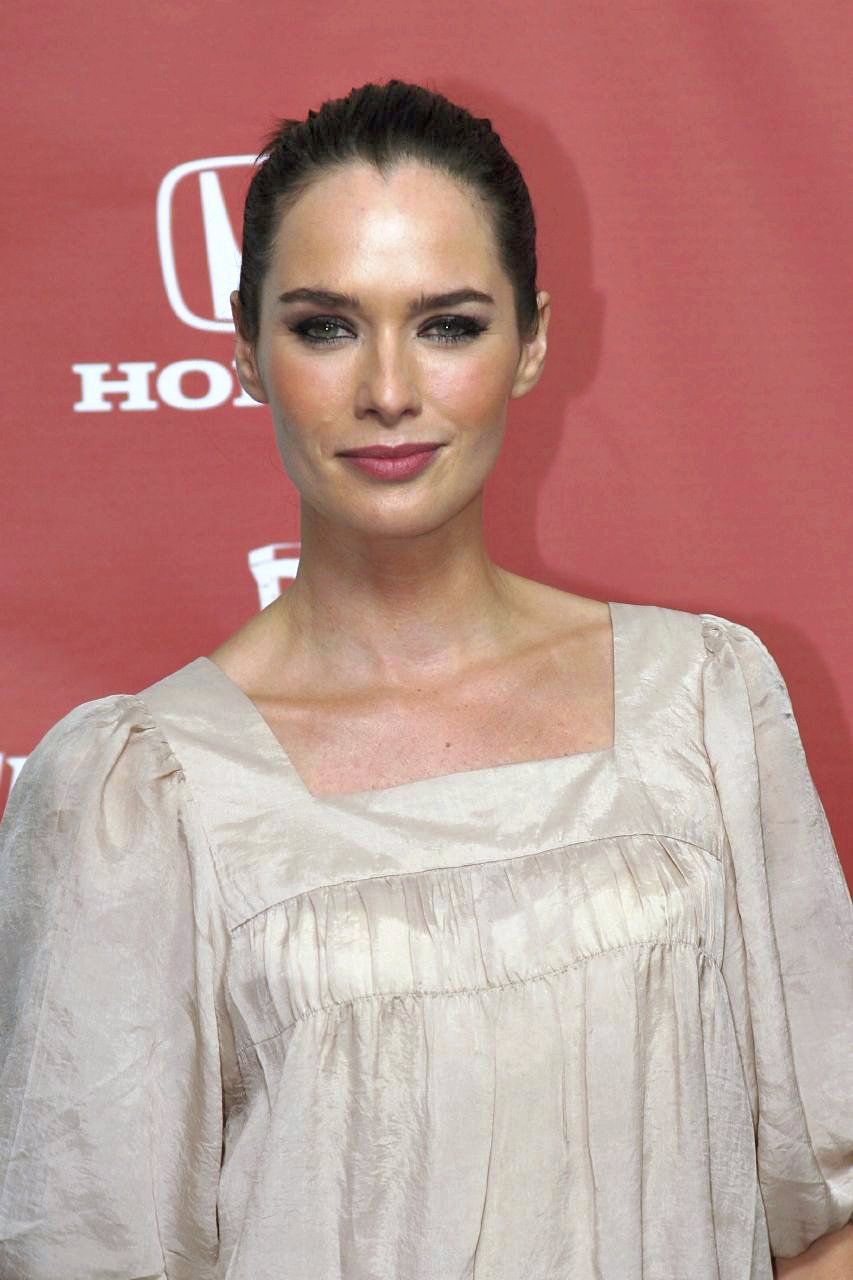
Lena Headey
(Cersei Lannister)

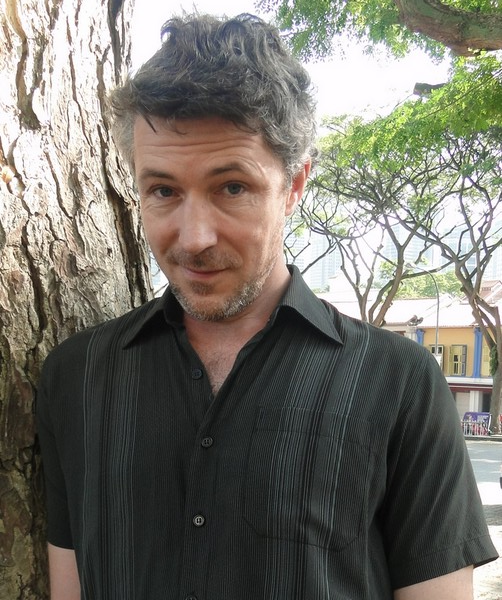
Aidan Gillen
(Petyr Baelish)

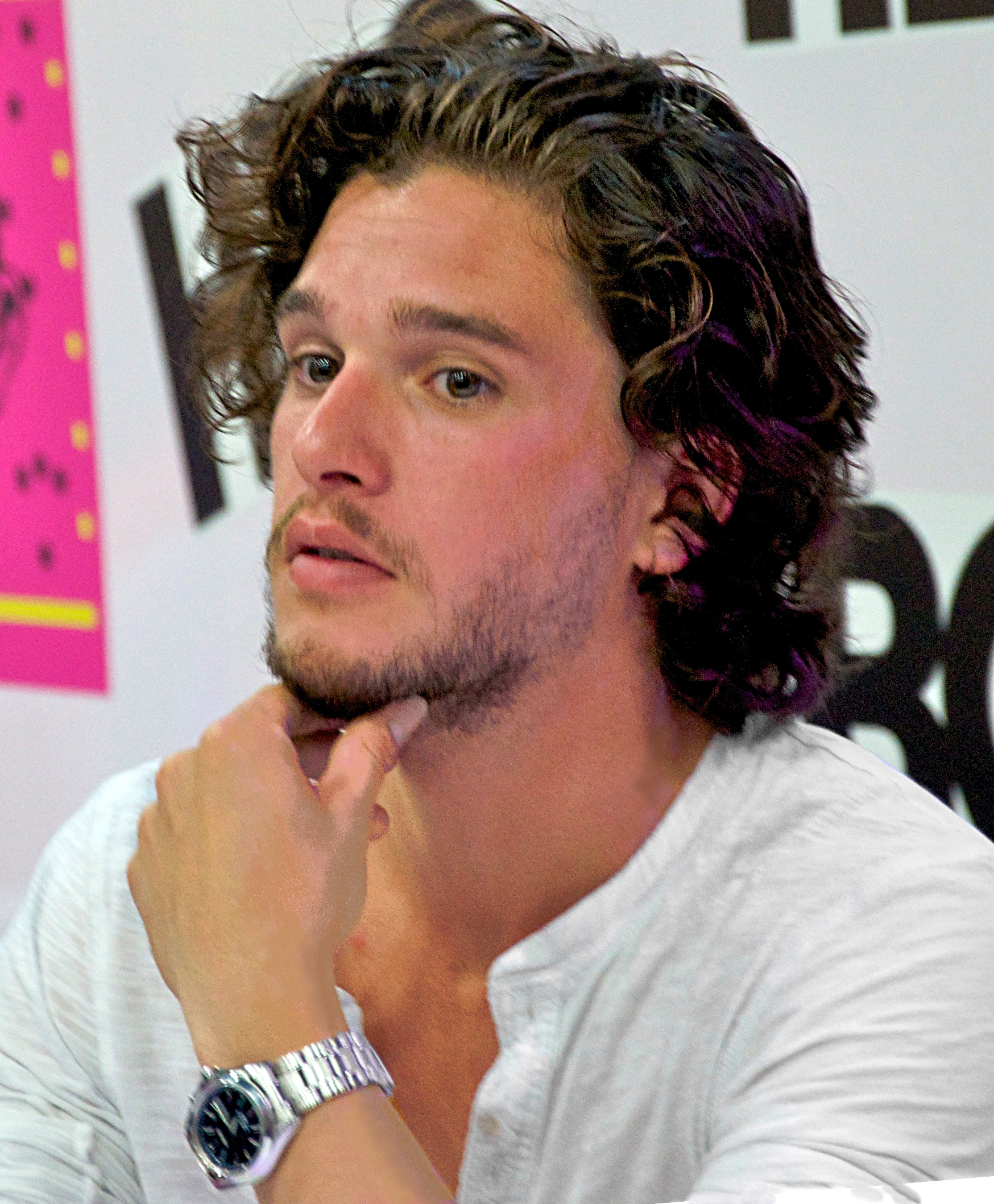
Kit Harington
(Jon Snow)

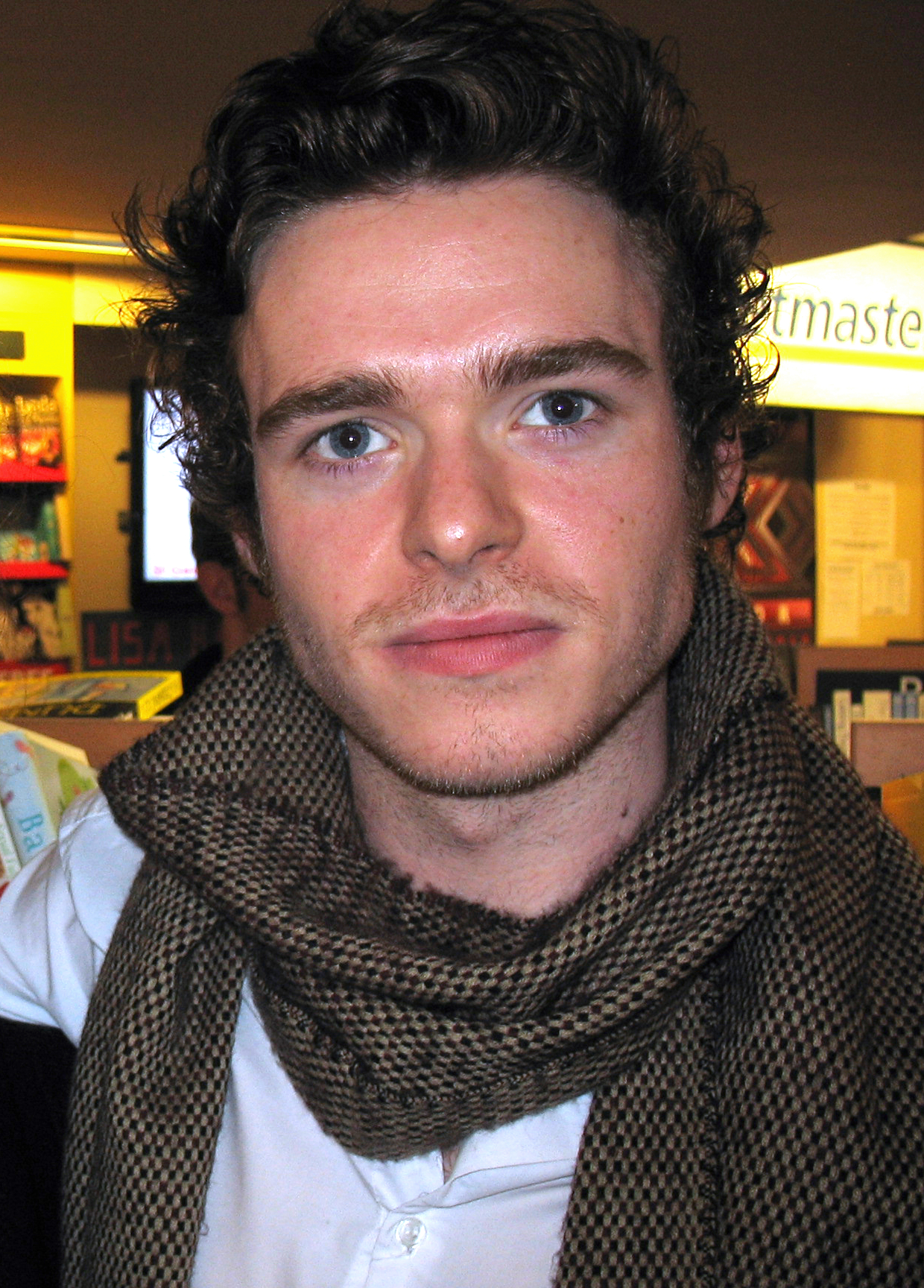
Richard Madden
(Robb Stark)

### Personaje principale
- Sean Bean ca Lordul Eddard „Ned” Stark (9 episoade)
- Mark Addy ca Regele Robert Baratheon (7 episoade)
- Nikolaj Coster-Waldau ca Ser Jaime Lannister (8 episoade)
- Michelle Fairley ca Doamna Catelyn Stark (9 episoade)
- Lena Headey ca Regina Cersei Lannister (10 episoade)
- Emilia Clarke ca Prințesa Daenerys Targaryen (9 episoade)
- Iain Glen ca Ser Jorah Mormont (9 episoade)
- Aidan Gillen ca Lordul Petyr „Degețel” Baelish (8 episoade)
- Harry Lloyd ca Prințul Viserys Targaryen (5 episoade)
- Kit Harington ca Jon Snow (8 episoade)
- Sophie Turner ca Sansa Stark (9 episoade)
- Maisie Williams ca Arya Stark (9 episoade)
- Richard Madden ca Robb Stark (8 episoade)
- Alfie Allen ca Theon Greyjoy (9 episoade)
- Isaac Hempstead-Wright ca Brandon „Bran” Stark (8 episoade)
- Jack Gleeson ca Prințul Joffrey Baratheon (10 episoade)
- Rory McCann ca Sandor „Câinele” Clegane (8 episoade)
- și Peter Dinklage ca Tyrion Lannister (9 episoade)
- Jason Momoa ca Khal Drogo (9 episoade)

### Personaje secundare
La Zid
- James Cosmo ca Lordul Comandant Jeor Mormont (5 episoade)
- Peter Vaughan ca Maester Aemon (3 episoade)
- Brian Fortune ca Bowen Marsh (2 episoade)
- Joseph Mawle ca Benjen Stark (3 episoade)
- Francis Magee ca Yoren (5 episoade)
- Owen Teale ca Ser Alliser Thorne (4 episoade)
- John Bradley ca Samwell Tarly (5 episoade)
- Josef Altin ca Pypar (6 episoade)
- Mark Stanley ca Grenn (6 episoade)
- Luke McEwan ca Rast (6 episoade)

În Nord
- Art Parkinson ca Rickon Stark (3 episoade)
- Clive Mantle ca Lord Jon „Greatjon” Umber (3 episoade)
- Steven Blount ca Lord Rickard Karstark (1 episod)
- Donald Sumpter ca Maester Luwin (7 episoade)
- Ron Donachie ca Ser Rodrik Cassel (9 episoade)
- Jamie Sives ca Jory Cassel (5 episoade)
- Susan Brown ca Septa Mordane (6 episoade)
- Margaret John ca Bătrâna Nan (2 episoade)
- Kristian Nairn ca Hodor (5 episoade)
- Natalia Tena ca Osha (4 episoade)

În  Sud
- Charles Dance ca Lordul Tywin Lannister (4 episoade)
- Lino Facioli ca Lordul Robin Arryn (3 episoade)
- David Bradley ca Lordul Walder Frey (1 episod)
- Kate Dickie ca Doamna Lysa Arryn (3 episoade)
- Finn Jones ca Ser Loras Tyrell (2 episoade)
- Ian Gelder ca Ser Kevan Lannister (3 episoade)
- Conan Stevens ca Ser Gregor Clegane (2 episoade)
- Brendan McCormack ca Ser Vardis Egen (2 episoade)
- Jerome Flynn ca Bronn (6 episoade)
- Sibel Kekilli ca Shae (2 episoade)
- Emun Elliott ca Marillion (4 episoade)
- Mark Lewis Jones ca Shagga (2 episoade)

Debarcaderul Regelui
- Callum Wharry ca Prințul Tommen Baratheon (4 episoade)
- Aimee Richardson ca Prințesa Myrcella Baratheon (4 episoade)
- Gethin Anthony ca Lordul Renly Baratheon (5 episoade)
- Julian Glover ca Marele Maester Pycelle (8 episoade)
- Conleth Hill ca Lordul Varys (7 episoade)
- Ian McElhinney ca Ser Barristan Selmy (6 episoade)
- Ian Beattie ca Ser Meryn Trant (2 episoade)
- Wilko Johnson ca Ser Ilyn Payne (3 episoade)
- Dominic Carter ca Janos Slynt (3 episoade)
- Eugene Simon ca Lancel Lannister (4 episoade)
- Miltos Yerolemou ca Syrio Forel (3 episoade)
- Joe Dempsie ca Gendry (2 episoade)
- Esmé Bianco ca Ros (5 episoade)
- Eros Vlahos ca Lommy Mâini Verzi (1 episod)
- Ben Hawkey ca Plăcintă Fierbinte (1 episod)

De-a lungul Mării înguste
- Roger Allam ca Magistrul Illyrio Mopatis (2 episoade)
- Dar Salim ca Qotho (6 episoade)
- Elyes Gabel ca Rakharo (7 episoade)
- Amrita Acharia ca Irri (9 episoade)
- Roxanne McKee ca Doreah (6 episoade)
- Sarita Piotrowski ca Jhiqui (1 episod)
- Mia Soteriou ca Mirri Maz Duur (3 episoade)

## Episoade
| Nr. în serial | Nr. în sezon | Titlu                                                                           | Regizat de     | Scris de                                                                                  | Data difuzării  | SUA telespectatori (milioane) |
| --- | ------------ | ------------------------------------------------------------------------------- | -------------- | ----------------------------------------------------------------------------------------- | --------------- | ----------------------------- |
| 1 | 1            | „Iarna se apropie” „Winter Is Coming”                                           | Tim Van Patten | David Benioff & D. B. Weiss                                                               | 17 aprilie 2011 | 2,22                          |
| În cele Șapte Regate de pe Westeros, un soldat al străvechiului Rond de Noapte supraviețuiește unui atac din partea unor creaturi supranaturale numite umblători albi, despre care se credea că sunt un mit. El gonește spre castelul Winterfell, condus de Eddard „Ned” Stark, Păzitorul Nordului, care îl decapitează pe soldat fiindcă a dezertat de la avanpostul său. În Debarcaderul Regelui, capitala Regatelor, Jon Arryn, „Mâna Regelui”, moare în circumstanțe dubioase. Regele Robert Baratheon, prieten de o viață cu Ned, merge la Winterfell, oferindu-i lui postul recent eliberat și propunându-i un mariaj între fiul lui cel mai mare, Joffrey, și fiica cea mare a lui Ned, Sansa. Nevasta lui Ned, Catelyn, primște o scrisoare de la sora ei, Lysa, văduva lui Jon Arryn, în care spunea că a fugit din Debarcaderul Regelui și că Jon ar fi fost ucis de către Lannisteri, familia Reginei Cersei. Catelyn dă foc scrisorii și îl anunță și pe Ned despre ea, crezând că familia Lannister complotează împotriva lui Robert. Brandon („Bran”), fiul de 10 ani al lui Ned, se cațără pe un turn; ajuns la fereastră, o surprinde pe Cersei făcând sex cu fratele ei, Jaime, care, mai apoi, îl împinge afară de la o înălțime probabil fatală. Între timp, dincolo de Marea Îngustă, pe Essos, prințul exilat Viserys Targaryen ajunge la o înțelegere cu Khal Drogo, conducătorul unei hoarde de dothraki; astfel, Drogo se căsătorește cu Daenerys, sora mai mică a lui Viserys, iar cel din urmă câștigă, în schimb, o armată cu care să cucerească Westeros și să recâștige Tronul de Fier. |              |                                                                                 |                |                                                                                           |                 |                               |
| 2 | 2            | „Drumul regelui” „The Kingsroad”                                                | Tim Van Patten | David Benioff & D. B. Weiss                                                               | 24 aprilie 2011 | 2,20                          |
| Acceptându-și rolul de Mână a Regelui, Ned părăsește Winterfell, împreună cu fiicele lui, Sansa și Arya, în timp ce Catelyn rămâne ca să îl îngrijească pe Bran. Aflat în stare de inconștiență, Bran este atacat de un asasin, însă este salvat de lupul său. Catelyn se hotărăște să meargă la Debarcaderul Regelui, ca să îi spună lui Ned despre atentat și despre bănuita implicare a familiei Lannister în acesta. Jon Snow, fiul ilegitim al lui Ned, se îndreaptă spre nord pentru a se alătura frăției Rondului de Noapte, apărătoarea Zidului ce îi împiedică pe sălbatici și pe umblătorii albi din a intra în partea civilizată a continentului Westeros. Tyrion, fratele lui Cersei, decide să se lipsească de drumul spre Debarcaderul Regelui cu familia sa; în schimb, merge cu Jon Snow la Zid. Când Joffrey le amenință pe Arya și pe prietenul ei, lupoaica Aryei le sare în ajutor, după care fuge; incidentul provoacă un conflict între familiile Stark și Lannister. Pentru a fi din nou pe picior egal, Robert îi ordonă lui Ned să execute lupoaica Sansei. În Winterfell, Brandon reușește să se trezească. Între timp, Daenerys face eforturi pentru a învăța cum să îl satisfacă pe Drogo. |              |                                                                                 |                |                                                                                           |                 |                               |
| 3 | 3            | „Lordul Snow” „Lord Snow”                                                       | Brian Kirk     | David Benioff & D. B. Weiss                                                               | 1 mai 2011      | 2,44                          |
| Ned se alătură Micului Consiliu de la Debarcaderul Regelui, capitala celor Șapte Regate, și află cât de prost sunt administrate ținuturile. Catelyn încearcă să se întâlnească pe ascuns cu soțul ei, însă este surprinsă de un vechi prieten, Consilierul Petyr „Degețel” Baelish. Bran află că nu va mai putea merge niciodată. El nu-și amintește nici cum a ajuns să cadă de pe turn. Jon se străduiește să se obișnuiască cu viața de la Zid, antrenându-se cu recruți din clasa de jos, care nu se lasă impresionați de faptul că el se trage din viță nobilă. Comandantul Rondului, Jeor Mormont, îl roagă pe Tyrion să-l convingă pe rege să trimită mai mulți ostași la Rondul de Noapte. Daenerys află că a rămas însărcinată și începe să-l înfrunte cu curaj pe Viserys. |              |                                                                                 |                |                                                                                           |                 |                               |
| 4 | 4            | „Infirmi, bastarzi și lucruri stricate” „Cripples, Bastards, and Broken Things” | Brian Kirk     | Bryan Cogman                                                                              | 8 mai 2011      | 2,45                          |
| În drum spre Debarcaderul Regelui, Tyrion se oprește la Winterfell, proiectează o șa modificată pentru Bran și îi dă acestuia planurile, pentru ca băiatul să poată călări. Ned caută indicii care să explice moartea mentorului și predecesorului său, Jon Arryn; între timp îl găsește pe fiul ilegitim al Regelui Robert. Robert și musafirii lui asistă la un turneu în onoarea lui Ned. Jon ia măsuri ca să îl apere pe Samwell Tarly, un tânăr stingher și fără prieteni, de hărțuirile colegilor de Rond. Apare un conflict între Viserys și sora lui aflată într-o poziție de putere. Sansa visează la viața de regină, în timp ce Arya tânjește la un viitor foarte diferit. Într-o întâlnire întâmplătoare la o bodegă la margine de drum, Catelyn îi reunește pe aliații tatălui său și îl denunță pe Tyrion pentru atentatul împotriva fiului ei. |              |                                                                                 |                |                                                                                           |                 |                               |
| 5 | 5            | „Lupul și leul” „The Wolf and the Lion”                                         | Brian Kirk     | David Benioff & D. B. Weiss                                                               | 15 mai 2011     | 2,58                          |
| Ned refuză să participe la planul lui Robert de a o asasina pe Daenerys și demisionează, spre supărarea regelui. Catelyn și Tyrion (pe care l-a luat drept prizonier) ajung la castelul surorii sale, Lysa, din Eyrie. Vestea răpirii lui Tyrion ajunge la Debarcaderul Regelui, unde Jaime Lannister, fratele geamăn al reginei, îi cere socoteală lui Ned. Răzbunător, Jaime se luptă cu acesta, până când omul lui de încredere îl înjunghie pe Ned în picior, lăsându-l să sângereze, în timp ce forțele Lannister părăsesc capitala. |              |                                                                                 |                |                                                                                           |                 |                               |
| 6 | 6            | „Coroana de aur” „A Golden Crown”                                               | Daniel Minahan | Poveste: David Benioff & D. B. Weiss Scenariu: Jane Espenson, David Benioff & D. B. Weiss | 22 mai 2011     | 2,44                          |
| Robert îl reînvestește pe Ned ca Mână și îl delegă să administreze treburile regatului cât timp este plecat la vânătoare. Sătenii din Riverrun ajung în sala tronului, vestind atrocități comise de prădători, despre care Ned deduce că au fost conduși de Gregor Clegane, o slugă a familiei Lannister. Ned îl condamnă pe Gregor la moarte și îi trimite un mesaj lui Tywin Lannister, chemându-l la proces. Ned hotărăște să le trimită pe Sansa (acum împăcată cu Joffrey) și pe Arya înapoi la Winterfell. Ned descoperă că Joffrey nu este fiul biologic al lui Robert. Încercându-și noua șa, Bran este atacat de răufăcători, însă îl salvează Robb, fiul cel mare al lui Ned, și Theon, fiul adoptat al unui rege rebel. În Valea Arryn, Tyrion cere ca procesul lui să fie decis printr-un duel judiciar, iar Lysa acceptă. Ea îl alege pe Ser Vardis, iar Tyrion cere un apărător. Mercenarul Bronn se oferă să îl reprezinte pe Tyrion, apoi îl ucide pe Vardis și obține eliberarea lui Tyrion. Între timp, Viserys devine furios pe Drogo pentru că nu și-a împlinit promisiunea și încearcă să ucidă copilul din pântecele lui Daenerys. Drogo îl ucide pe Viserys turnându-i aur topit în cap. |              |                                                                                 |                |                                                                                           |                 |                               |
| 7 | 7            | „Câștigi sau pieri” „You Win or You Die”                                        | Daniel Minahan | David Benioff & D. B. Weiss                                                               | 29 mai 2011     | 2,40                          |
| În Debarcaderul Regelui, Ned îi spune lui Cersei că știe de relația ei cu Jaime și de faptul că niciunul dintre copii nu este al lui Robert. Cei doi află curând că Robert a fost rănit fatal de un mistreț, în timp ce vâna. Aflat pe patul de moarte, Robert îl numește pe Ned Apărător al Domeniului, pentru ca acesta să domnească până când va crește Joffrey. Ned îi trimite un mesaj lui Stannis, fratele lui Robert, având de gând să îl întroneze pe el, din moment ce Robert nu are niciun moștenitor adevărat. Ned îi spune lui Baelish despre planul lui și îi cere să câștige încrederea Gărzii Orașului, singura forță capabilă de a birui forțele Lannister, credincioase lui Cersei. După moartea lui Robert, Ned, Baelish și Garda Orașului îi înfruntă pe Cersei și Joffrey în sala tronului. Baelish și Garda Orașului îl trădează pe Ned și îi atacă oamenii, iar Joffrey devine rege. La Zid, Benjen, fratele mai mic al lui Ned, e declarat dispărut în timpul unei incursiuni dincolo de Zid. Snow și Tarly sunt numiți stewarzi, Jon fiind repartizat sub Lordul Comandant Mormont. Cei doi își fac jurămintele față de Rondul de Noapte. Pe Essos, asasinul trimis de Robert este prins înainte să o poată otrăvi pe Daenerys. Drogo jură să cucerească cele Șapte Regate și să i le dăruiască fiului său și al lui Daenerys. El începe să înainteze spre Westeros. |              |                                                                                 |                |                                                                                           |                 |                               |
| 8 | 8            | „Un dușman străvechi” „The Pointy End”                                          | Daniel Minahan | George R. R. Martin                                                                       | 5 iunie 2011    | 2,72                          |
| Arya reușește să evadeze din Fortăreața Roșie, după ce dascălul ei în ale săbiilor împiedică gărzile din a o aresta; totuși, reușesc să o prindă pe Sansa. Robb află veștile și pregătește oștirile din Nord pentru a lupta împotriva Lannisterilor, lăsându-l pe Bran la conducerea Winterfellului. Lysa refuză să lupte cu familia Lannister, în timp ce Catelyn însoțește tabăra lui Robb. Tyrion și Bronn sunt abordați de Shagga și oamenii lui. Tyrion îi convinge să îl escorteze până la Tywin, în schimbul unei răsplate. Grupul ajunge la tabăra lui Tywin, unde cel din urmă îi cere lui Shagga să îi ajute în lupta împotriva familiei Stark, în schimbul unei sume de bani. Joffrey îl numește pe Tywin Mâna Regelui. Sansa îl imploră pe Joffrey să aibă milă față de Ned. Regele acceptă, cu condiția ca Ned să îi recunoască domnia. La Zid, sunt găsite cadavre afectate de umblătorii albi. Pe Essos, oștenii lui Drogo încep să atace localitățile din preajmă, robindu-i pe locuitori în scopul de a-i vinde în schimbul banilor necesari pentru a cumpăra suficiente nave pentru a traversa Marea Îngustă. |              |                                                                                 |                |                                                                                           |                 |                               |
| 9 | 9            | „Baelor”                                                                        | Alan Taylor    | David Benioff & D. B. Weiss                                                               | 12 iunie 2011   | 2,66                          |
| Oștirea Stark ajunge la Castelul de la Gemeni, iar Catelyn îl convinge pe Lordul Walder Frey să îi lase să treacă și să îi ajute în război, acceptând ca, pe viitor, să-i căsătorească pe Robb și pe Arya cu fii ai lui Walder. Robb sacrifică 2 000 de oșteni într-o confruntare cu oștirea Lannister, pentru a-l captura pe Jaime. Într-o audiere publică, Ned se declară vinovat de trădare și afirmă public legitimitatea domniei lui Joffrey. Cu toate acestea, în loc să îl condamne să plece la Zid, cum era înțelegerea, Joffrey se răzbună pe Ned, ordonându-i decapitarea, în timp ce Cersei și ceilalți consilieri obiectează în zadar. Sansa și Arya îl privesc pe tatăl lor murind: Sansa din suita regală, iar Arya, din public. La Zid, Jeor Mormont îi dă lui Jon sabia familiei lui, în semn de recunoștință; Aemon, maesterul de la Zid, îi mărturisește lui Jon că Aemon este un Targaryen. Pe Essos, rana lui Drogo se infectează, iar moartea lui devine inevitabilă. Daenerys convinge o sclavă să îl salveze folosindu-se de magia sângelui. Femeia le spune tuturor să aștepte în afara cortului până va termina de executat vraja. Daenerys intră în travaliu, iar Jorah o aduce pe Daenerys în cortul interzis, căutând ajutor. |              |                                                                                 |                |                                                                                           |                 |                               |
| 10 | 10           | „Foc și sânge” „Fire and Blood”                                                 | Alan Taylor    | David Benioff & D. B. Weiss                                                               | 19 iunie 2011   | 3,04                          |
| Nordul se desprinde din cele Șapte Regate și îl proclamă rege pe Robb. Din moment ce Jaime a fost răpit de familia Stark, iar frații lui Robert contestă pretinderea lui Joffrey la tron, Tywin îl numește pe Tyrion Mână a Regelui. Jon plănuiește să-și părăsească postul de la Zid pentru a-l răzbuna pe Ned, însă prietenii lui îl conving să rămână; în schimb, Jon se alătură unei expediții a Rondului în căutarea lui Benjen. Yoren, un recrutor al Rondului de Noapte, o ajută pe Arya să fugă din Debarcaderul Regelui deghizată în băiat; între timp, Joffrey plănuiește să se însoare cu Sansa, cu toate că i-a executat tatăl. Daenerys află că i-a murit copilul și că Drogo a fost lăsat în stare vegetativă din cauza farmecelor înșelătoare ale vrăjitoarei. Daenerys pune capăt vieții lui Drogo și aprinde un rug funerar. Ea o arde de vie pe vrăjitoare, împreună cu trupul lui Drogo, și intră și ea în flăcări. După ce focul se stinge a doua zi, de dimineață, Daenerys se ridică teafără, alături de trei dragoni nou-născuți. Jorah și ceilalți martori îngenunchează în fața ei. |              |                                                                                 |                |                                                                                           |                 |                               |